# Калібрування

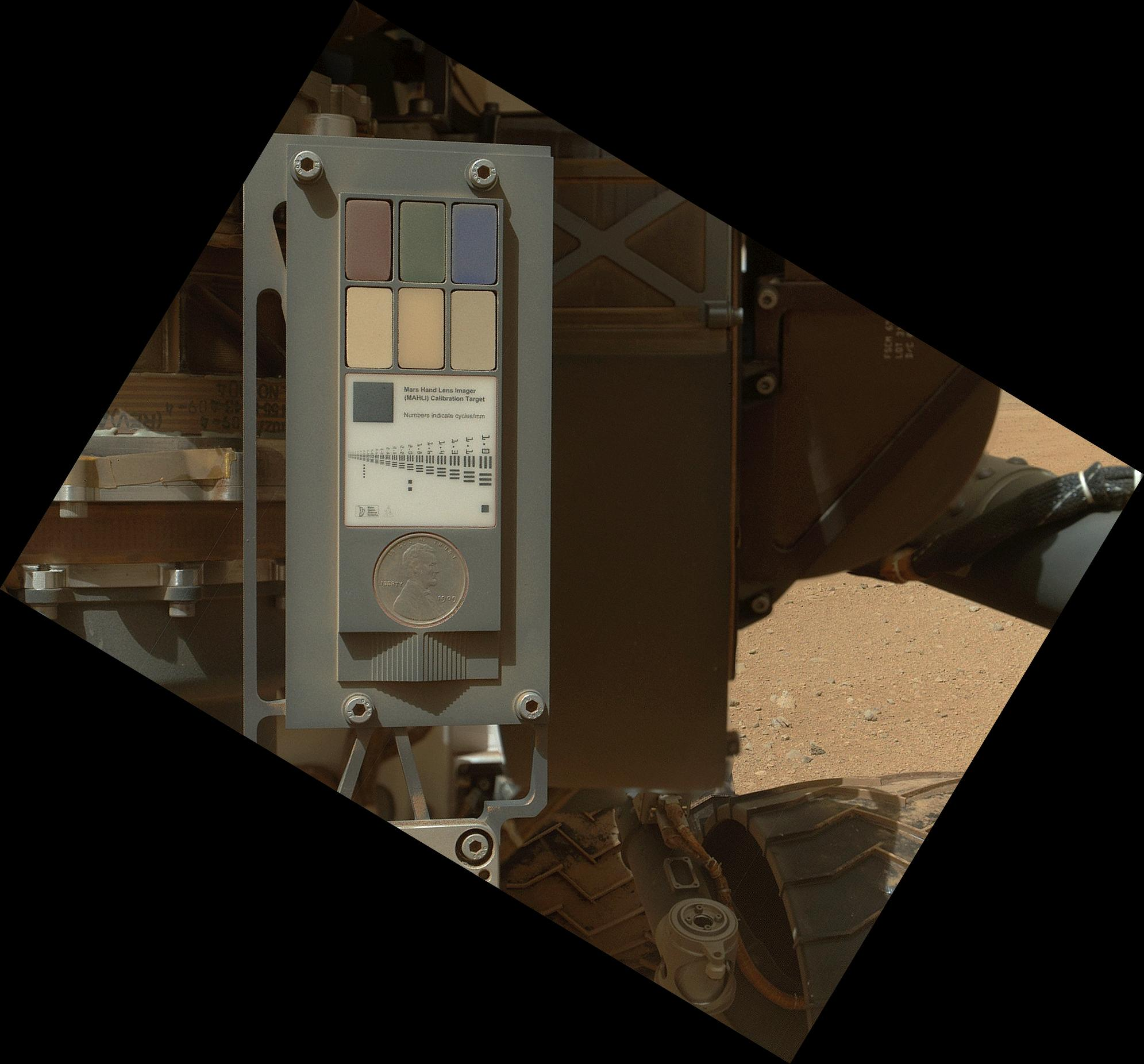
Calibration Target — система калібрування марсохода Curiosity ([http://mars.jpl.nasa.gov/images/MAHLIcaltarget-br2.jpg 3-D зображення

Калібрува́ння — комплекс дій, що проводяться під час регулювання та періодичного підтвердження градуювальних характеристик контрольно-вимірювального приладу чи системи вимірювання спеціально для того, щоб встановити кореляцію (залежність) між показаннями приладу та кінцевим (що має бути повідомленим) результатом. Під час калібрування повинна бути мінімізована систематична похибка та встановлена точність контрольно-вимірювального приладу чи системи вимірювання. Зазвичай, калібрування контрольно-вимірювального приладу проводиться на еталонному матеріалі з використанням добре охарактеризованого матеріалу. Результат калібрування може записуватися в документ, що називається сертифікатом калібрування, і, деколи, відображається як фактор калібрування чи набір факторів калібрування, наприклад, у формі кривої калібрування. Процес калібрування повинен включати оцінку похибки калібрування.
Закон України «Про метрологію та метрологічну діяльність» розділяє калібрування на два етапи:
на першому етапі встановлюється співвідношення між значеннями величини, що забезпечуються еталонами з притаманними їм невизначеностями вимірювань, та відповідними показами з пов'язаними з ними невизначеностями вимірювань;
на другому етапі ця інформація використовується для встановлення співвідношення для отримання результату вимірювання з показу.

## Вимірювальна техніка
Калібрува́ння за́собів вимі́рювальної те́хніки — сукупність операцій, за допомогою яких за заданих умов на першому етапі встановлюється співвідношення між значеннями величини, що забезпечуються еталонами з притаманними їм невизначеностями вимірювань, та відповідними показами з пов’язаними з ними невизначеностями вимірювань, а на другому етапі ця інформація використовується для встановлення співвідношення для отримання результату вимірювання з показу.